# Ana Mercedes Perez
Ana Mercedes Perez (1910, Puerto Cabello - 1994; bút danh "Claribel" ) là một nhà thơ, nhà văn, dịch giả, nhà báo và nhà ngoại giao người Venezuela.

## Tiểu sử
Cô là con gái của nhà tư pháp và nhà ngoại giao của Laran, ông Jose Eugenio Pérez, người từng là tổng lãnh sự Venezuela ở London, và là Chủ tịch Hạ viện.
Thơ của cô được đặc trưng là rất nữ tính, được nhấn mạnh với các ghi chú của sự nổi loạn và angst. Cùng với những người cùng thời với nhà báo của cô như Juana de Avila, Teresa Troconis, Peregrino Perez, Isabel Jimenez Arraiz de Diaz, Perez là một người bảo vệ Ligia Parra Jahn trên tờ báo của Venezuela.

## Tác phẩm được chọn
- El charco azul (1931)
- Iluminada soledad (1949)
- La verdad inedita (1947)
- Yo acuso a un muerto, bảo vệ Ligia Parra Jahn (Caracas, 1951)